# Jan Bednorz
Jan Paweł Bednorz (ur. 26 kwietnia 1936 w Katowicach, zm. 18 października 2013) – polski biolog, prof. dr hab., specjalista w zakresie ekologii, ornitologii, zoogeografii i zoologii, prof. Uniwersytetu im. Adama Mickiewicza w Poznaniu, wieloletni kierownik Zakładu Biologii i Ekologii Ptaków.
W 1959 obronił pracę magisterską dotyczącą występowania czapli siwej na Pomorzu  Zachodnim. Doktoryzował  się  w  1967  na podstawie  rozprawy  pt. „Awifauna Maltańskiego Klina Zieleni w Poznaniu”, a w 1977 uzyskał stopień doktora habilitowanego w oparciu o pracę pt. „Ptaki wodne i błotne zagospodarowanych łąk zalewowych w dolinie Warty koło Poznania”.
Pochowany na cmentarzu w Puszczykowie.